# Massimiliana Landini Aleotti
Massimiliana Landini Aleotti (Lerici, 7 agosto 1942) è un'imprenditrice e miliardaria italiana, presidente del gruppo farmaceutico Menarini con sede a Firenze. Secondo Forbes, è stata tra le prime dieci donne più ricche del mondo e la più ricca d'Italia, con un patrimonio stimato nel 2024 in 6,8 miliardi di euro.

## Biografia
Nata il 7 agosto 1942 a Lerici, in provincia di La Spezia, in Liguria. Nel 2014 ha ereditato, assieme ai suoi 3 figli, il colosso della farmaceutica Menarini. 
Da sempre lontana da telecamere e riflettori, su di lei si hanno prevalentemente informazioni legate al gruppo farmaceutico. Ha iniziato a lavorare in Menarini nel 1964, per poi acquistarla agli inizi degli anni Novanta.